# Сто видни копривщенци
Сто видни копривщенци е малка историко-биографична енциклопедия за видни просветни, революционни и стопански деятели от град Копривщица.
Неин автор е Райна Личова Каблешкова, музеен деятел от Дирекция на музеите – Копривщица, историограф. Според пловдивския университетски преподавател д-р Тодор Радев тази книга „не е краеведски биографичен обзор“, а „историографски паметник на значима копривщенска част на нашия национален елит“, книга, която е „зов към историческата памет“ и „четиво за всички днешни български поколения…“.
В „Стоте видни копривщенци“ са включени кратки животоописания на почти всички известни и неизвестни радетели на просвещението от миналото на град Копривщица с обхват от два века. Данните за някои от полулегендарните личности са събирани от цяло поколение музейни деятели и копривщенски краеведи. Точно тях Райна Каблешкова, сама произтичаща от бунтовен род, представя по един подходящ за всяка възрастова аудитория начин.

## Кратки биографии
- Александър Божинов
- Андон Геров
- Александър Груев
- Атанас Душков
- Антон Каблешков
- Анна Каменова
- Богдан войвода
- Бойко Нешов
- Веселин Груев
- Георги Гайтанеков
- Георги Груев
- Гавраил Хлътев
- Вельо Дебелянов
- Вълко Чалъков
- Гаврил Кацаров
- Георги Тиханек
- Дончо Ватах войвода
- Димитър Векилов
- Динчо Дебелянов
- Данаил Кусев
- Добри войвода
- Драгой войвода
- Дончо Плачков
- Дойчо Толинов
- Евлампия Векилова
- Евтимий Сапунджиев
- Иван Врачев
- Иван Герджиков
- Иван Гешов
- Иван Личев
- Иван Шабанов
- Йоаким Груев
- Константин Босилков
- Константин Кесяков
- Константин Стоилов
- Любен Каравелов
- Лука Касъров
- Михаил Герджиков
- Михаил Лютов
- Михаил Маджаров
- Нейко Азманов
- Найден Геров
- Никола Белчов
- Никола Беловеждов
- Ненчо Ослеков
- Найден Попстоянов
- Ненчо Палавеев
- Николай Хрелков
- Петко Бояджиев
- Петър Жилков
- Патьо Млъчков
- Петко Теофилов
- Райна Кацарова
- Рада Киркович
- Рашко Радомиров
- Рашко Хаджистойчев
- Рашко Чорапчиев
- Стоян Загорчинов
- Стоян Каблешков
- Салчо Чомаков
- Тодор Каблешков
- Теофил Теофилов
- Тодор Чипев
- Танчо Шабанов
- Христо Коев
- Христо Пулеков
- Цоко Будин

- Александър Божинов
- Георги Гайтанеков
- Евлампия Векилова
- Дончо Плачков
- Лука Касъров
- Райна Кацарова